# Скрипов, Владимир Павлович
Владимир Павлович Скрипов (16 июня 1927, Ленинград — 23 апреля 2006, Екатеринбург) — российский физик. Лауреат Государственной премии Российской Федерации (1999), академик РАН (1992).

## Биография
Владимир Павлович Скрипов родился 16 июня 1927 года в Ленинграде.
В 1950 году окончил Московский государственный университет (МГУ).
В 1953 году кандидат физико-математических наук.
С 1953 года жил и работал в Екатеринбурге в Институте теплофизики (директор в 1988—1997 годах). Советник РАН. Одновременно в 1953—1972 годах — в Уральском политехническом институте (профессор, декан).
В 1967 году доктор физико-математических наук.
Основные труды по термодинамике (фазовые переходы, метастабильные фазовые состояния), кинетика нуклеации при вскипании и кристаллизации жидкостей, критические явления в растворах. Основоположник уральской школы теплофизиков, направление которой — метастабильные фазовые состояния, критические явления, взрывное вскипание и спонтанная кристаллизация.
С 23 декабря 1987 года член-корреспондент АН СССР; c 11 июня 1992 года академик РАН — отделение физико-технических проблем энергетики (теплофизика). 
Автор около 300 научных публикаций, а так же трёх сборников стихов и автобиографической прозы.
Скончался 23 апреля 2006 года похоронен в Екатеринбурге на Широкореченском кладбище.

## Награды и премии
- Государственная премия РФ (1999) — за цикл работ (в соавторстве) «Метастабильные состояния жидкости: фундаментальные исследования и приложения к энергетике»[2].
- Премия им. И. И. Ползунова АН СССР (1981)[3][2].